# بخش شمیشیسکی
بخش شمیشیسکی (به لاتین: Shemysheysky District) یک منطقهٔ مسکونی در روسیه است که در استان پنزا واقع شده‌است.